# Pontogeneia ivanovi
Pontogeneia ivanovi är en kräftdjursart som beskrevs av Gurjanova 1951. Pontogeneia ivanovi ingår i släktet Pontogeneia och familjen Eusiridae. Inga underarter finns listade i Catalogue of Life.